# Parc d'État de Bahia Honda
Pour les articles homonymes, voir Bahía Honda.
Le parc d'État de Bahia Honda (en anglais : Bahia Honda State Park) est une réserve naturelle située dans l'État de Floride, au sud-est des États-Unis, dans le comté de Monroe. Bahia Honda est le nom d’une île appartenant à l’archipel des Keys. Le détroit qui se situe à l’ouest est l’un des plus profonds de l’archipel.
La flore est composée de palmiers (Coccothrinax) et d’autres plantes tropicales. La faune est diverse : Requin dormeur, Raie, Barracuda, poissons des récifs coralliens ; on y trouve par ailleurs l’une des rares colonies de Cyclargus thomasi bethunebakeri, un joli papillon bleu. Le parc fait partie du Great Florida Birding Trail. Il offre aux visiteurs de belles plages de sable blanc et un lagon.

### Photographies

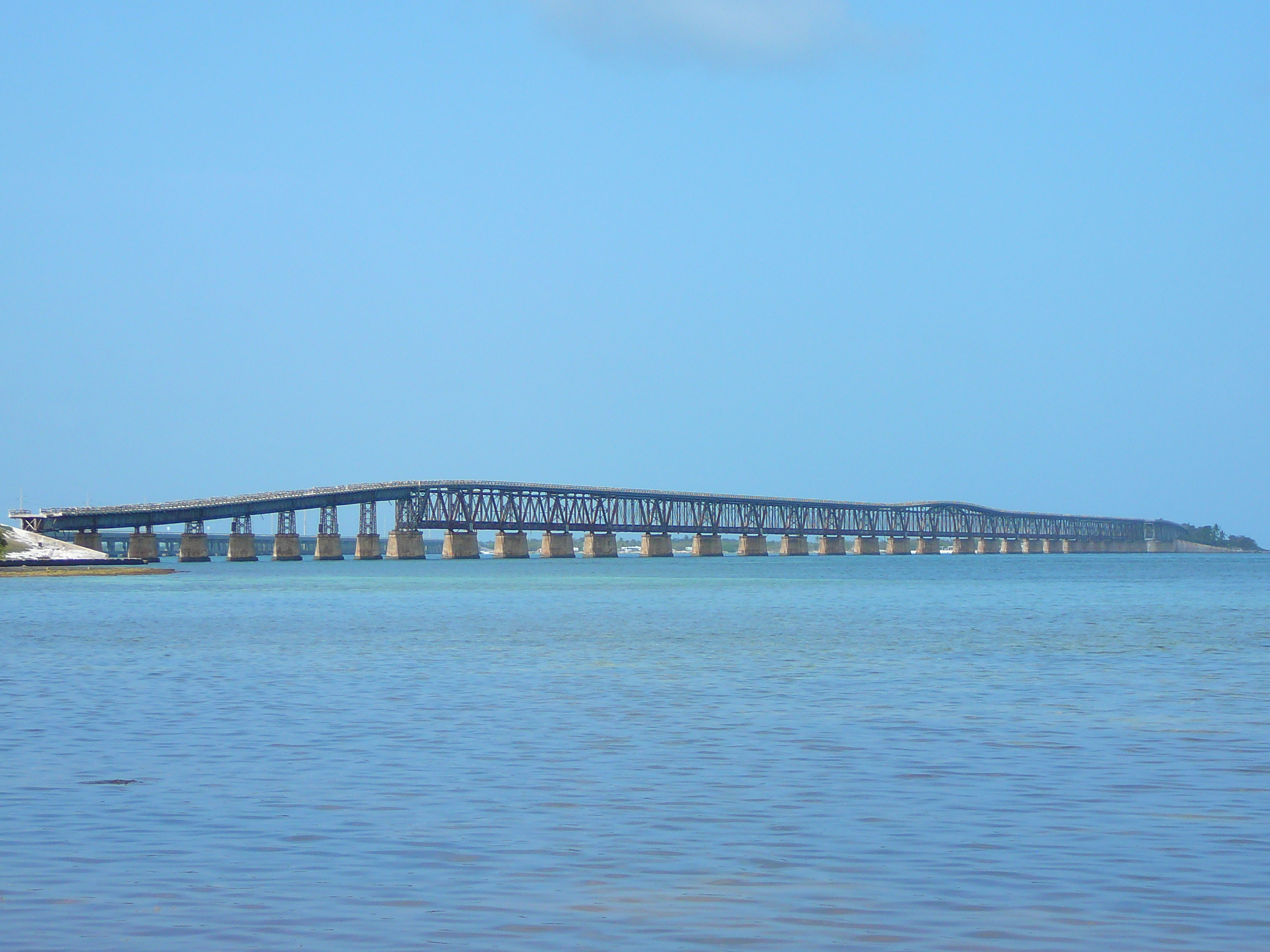
Pont ferroviaire de Bahia Honda
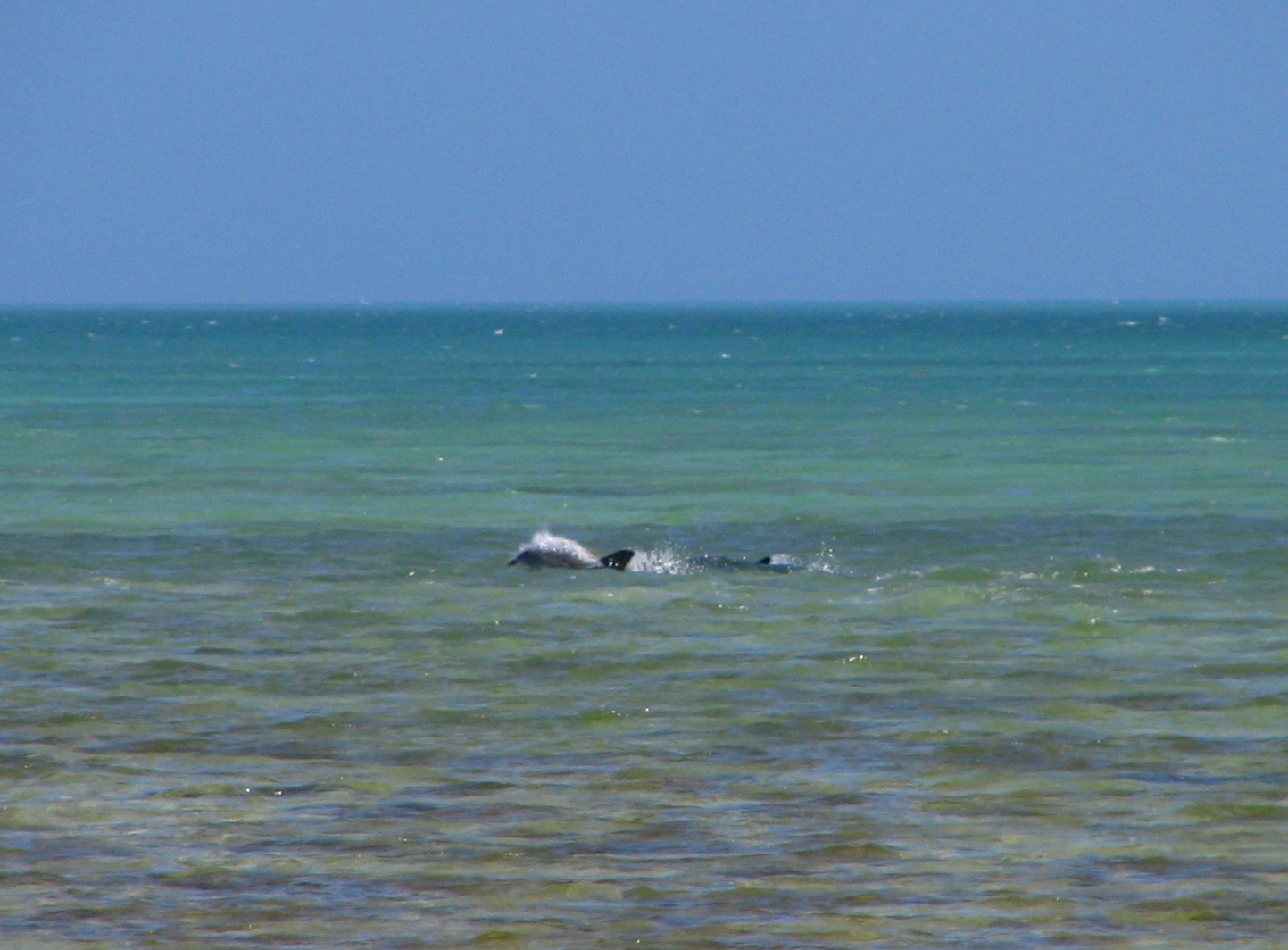
Dauphins près de la plage
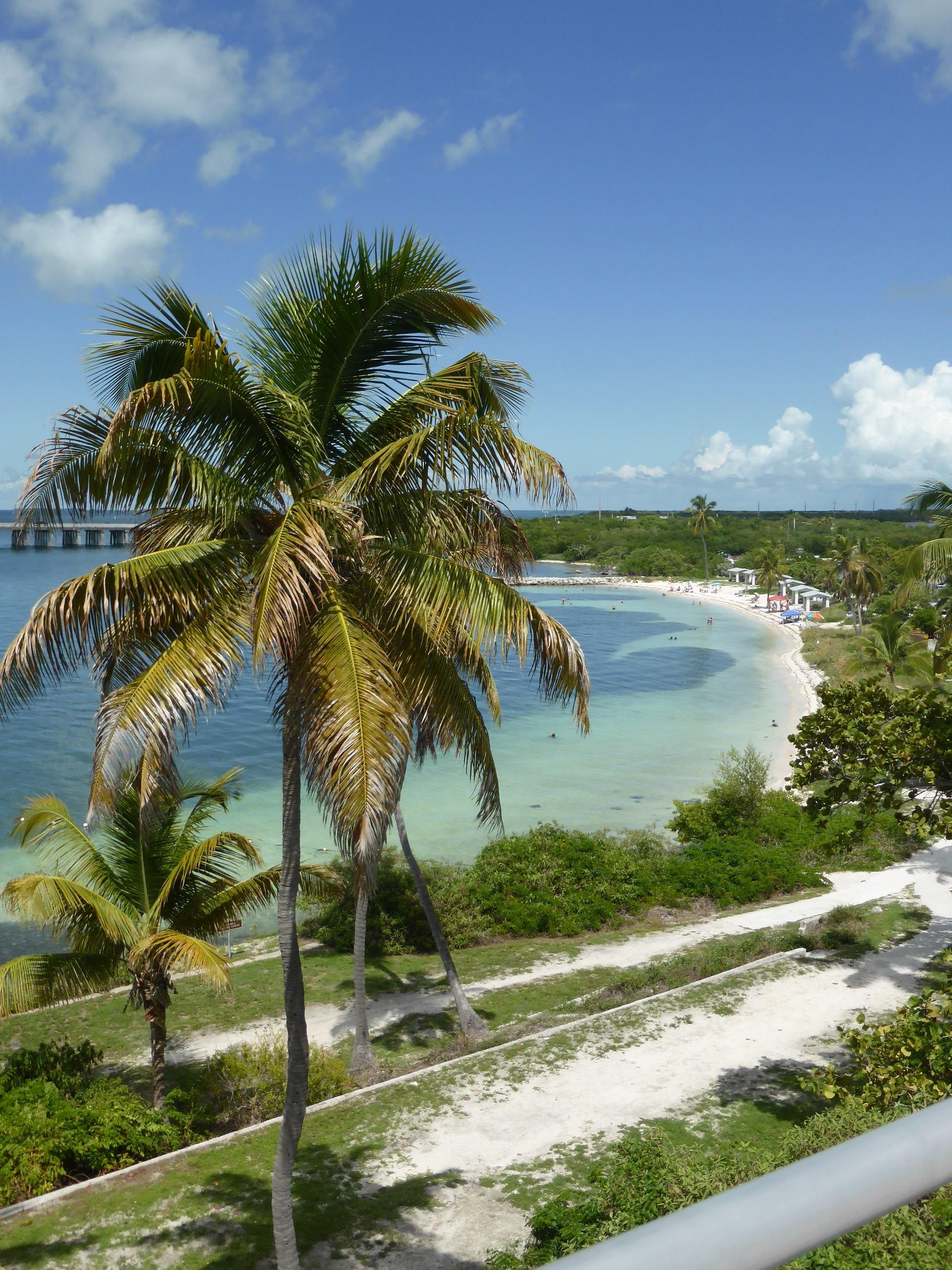
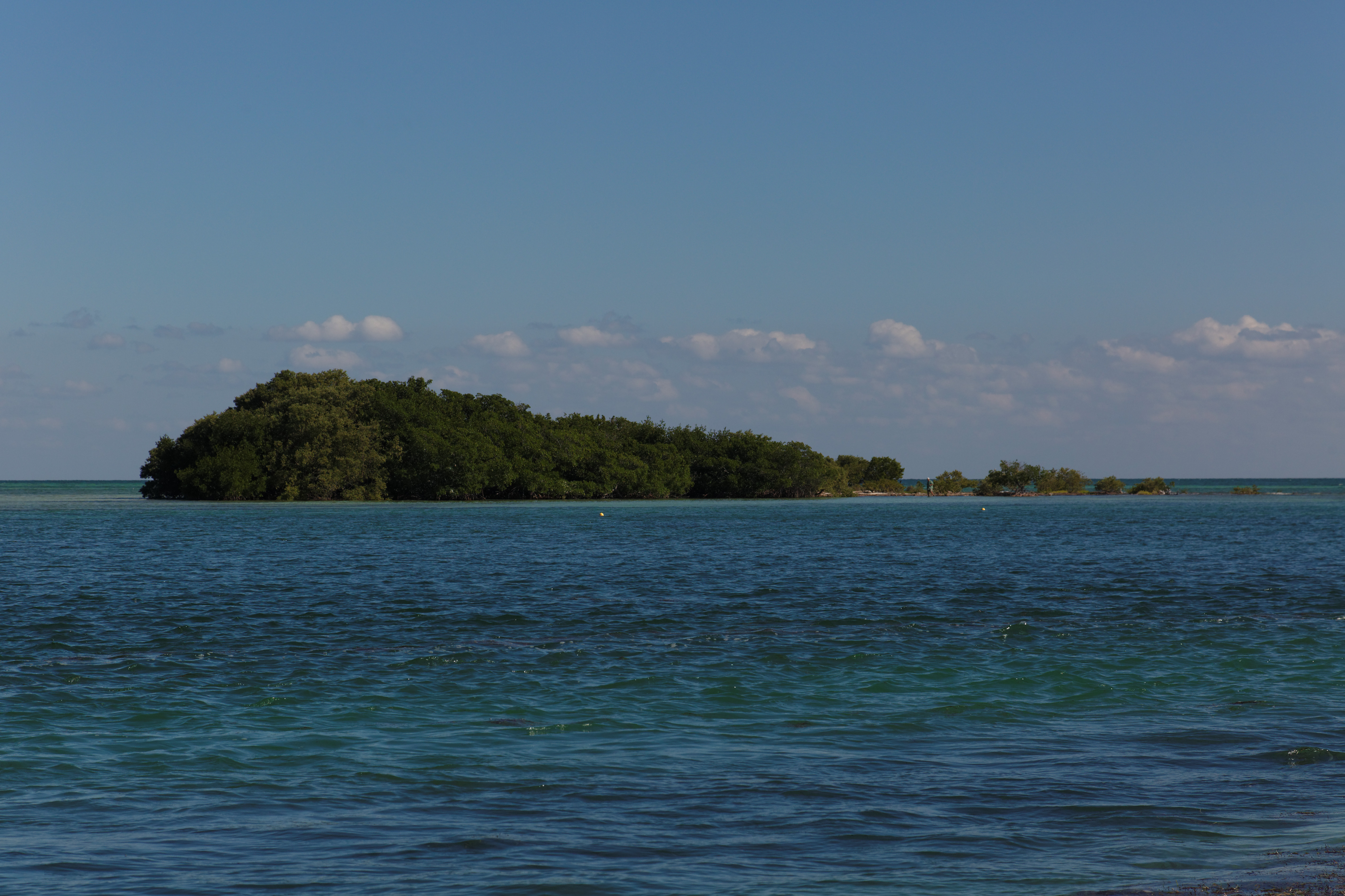
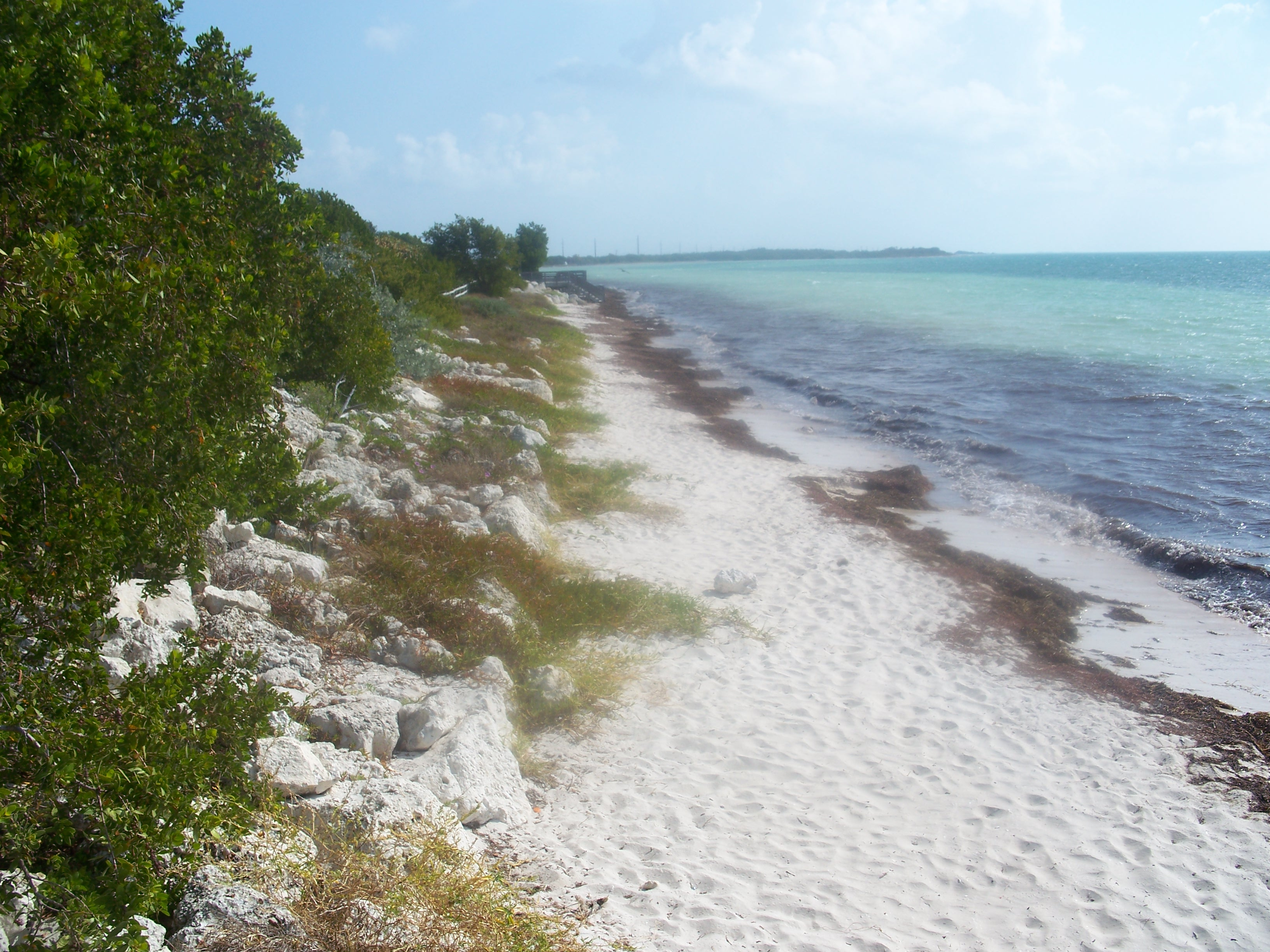